# Die Völker
Die Völker ist ein Computer-Strategiespiel des österreichischen Publishers JoWooD. Das 1999 erschienene Echtzeit-Strategiespiel wurde vom Wiener Entwicklerstudio Neo Software erstellt. 2001 veröffentlichte JoWooD den Nachfolger Die Völker II – Aufstieg zum Königreich. Beide Spiele wurden 2009  über GOG.com erneut veröffentlicht.

## Spielgeschichte
Im Intro wird klargestellt, dass, wie jedes Kind weiß, die Störche für das Leben verantwortlich sind. So erhalten diese den Auftrag, drei verschiedene Rassen auf drei Planeten auszusetzen. Der Auftrag wird aufgrund des Alkoholkonsums der Störche nicht richtig ausgeführt und so landen alle drei Rassen auf dem Planeten „Lukkat“ – die „Pimmons“, die „Amazonen“ und die „Sajikis“.

## Spielprinzip
Der Spieler kann nun eine dieser Rassen für ein Endlosspiel oder eine Kampagne wählen. Die Pimmons sind intelligente blaue Wesen mit Hang zu Magie und Alkohol (Luxusgut: Pilzschnaps), die Amazonen humanoide naturverbundene Frauen mit dem Luxusgut Schokotörtchen und die Sajikis sind kriegerische gelbe Insekten, die gerne Zigarillos rauchen. Die Rassen bringen dabei spielerische Vor- oder Nachteile mit sich, was sich anhand der Stärke der kriegerischen Einheiten bemerkbar macht. Auch das Aussehen der Einheiten und der Gebäude ist verschieden (Pimmons: Stein, Amazonen: Holz, Sajikis: Spinnweben u. ä.).
In den Kampagnen hat man meistens den Auftrag eine gewisse Anzahl an Rohstoffen zu sammeln, ein spezielles Gebäude zu errichten oder einen Gegner zu besiegen.
Im Endlosspiel beginnt man mit einem Stadtgründer, mit dem man an einer beliebigen Stelle ein Rathaus errichten kann. Zu Beginn hat man zwei Träger und einen Baumeister, durch Wohngebäude kann die Anzahl der Einwohner erhöht werden und in Schulen (Sajikis: Verpuppungsstätte) hat man die Möglichkeit, diese zu Holzfällern, Steinmetzen, Polizisten oder anderen Berufen ausbilden zu lassen. Mit einem Labor und einem Gelehrten als Betreiber kann man außerdem neue Gebäude, Einheiten und Technologien erforschen. So verlangt das Volk zum Beispiel relativ bald ein Wirtshaus (Amazonen: Kriegertafel, Sajikis: Orgiengrube) und einen Zeitungsstand (Sajikis: Infohöhle), später auch einen Zirkus (Amazonen: Theater, Sajikis: Kampfarena) und einen Tempel (Amazonen: Kirche). Außerdem kann eine Botschaft für Kriegserklärungen und Friedens-/Waffenstillstandsangebote sowie Kasernen und rassenspezifische Gebäude zur Ausbildung von Einheiten (Pimmons: Magierturm, Dressurfarm; Amazonen: Alchemistenturm, Waffenwerkstatt; Sajikis: Kultstätte, Zuchtstall) gebaut werden.
Des Weiteren besitzt der Spieler die Möglichkeit Banken, Lager und Märkte zu errichten. Durch Außenposten kann die Stadt verteidigt und das Stadtgebiet vergrößert werden.
Einige Gebäude können dabei nur einmal errichtet werden. Dazu zählen folgende:
das Labor, die Botschaft, die Bank und die Wissenshöhle bzw. Bibliothek, mit der man die Forschung schneller betreiben kann.

## Erweiterungen und Sondereditionen

### Die Völker Missionspack
Im September 1999 erschien ein Missionspack für Die Völker. Dieses enthält drei neue Kampagnen, einen neuen Schwierigkeitsgrad und die Möglichkeit, bei Multiplayerspielen zu speichern. In sogenannten Add-on-Kampagnen, die in einer tropischen Inselwelt angesiedelt sind, sind zwei neue Gebäude hinzugekommen: der Hafen und die Werft. In der Werft hat der Spieler die Möglichkeit, See-Einheiten ausbilden zu lassen. Bei den Pimmons und den Amazonen sind dies zwei unterschiedliche Schiffsarten, bei den Sajikis Seepyro und Panzerlanguste. Jene Kriegseinheiten stellen die stärksten Einheiten im Spiel dar. Des Weiteren kann man Transportschiffe ausbilden lassen, die auf dem Land lebende Einheiten über das Meer transportieren können, sowie Fischerboote (Sajikis: Fischer), die Fische in Form von Nahrung fangen. Der Hafen bietet die Möglichkeit über das Meer mit Rohstoffen zu handeln.

### Die Völker Goldedition
Am 4. Oktober 2000 erschien eine Goldedition, welche neben dem Originalspiel auch das Missionspack enthält.

## Vertrieb
Die Völker wurde in Tschechien, Slowenien, Ungarn (als Alien Nations) und Österreich von Dynamic Systems, in Deutschland von Infogrames, in der Schweiz von Game City und in den USA von Simon and Schuster als Amazons & Aliens vertrieben.

## Rezeption

### Rezensionen
Die Völker erhielt die Note „gut“ von der Computerspielezeitschrift Power Play (Solo 85 %, Multi 83 %) in der Ausgabe 7/1999.
Thomas Werner von PC Player bezeichnet das Spiel als erfreuliches Resultat einer „konzeptionelle[n] Irrfahrt vom Starcraft-Klon zum Siedler-Imitat“, auch wenn Vieles nur geklaut sei.
Im Fazit des Tests der PC Action kritisiert Christian Sauerteig die Steuerung und fehlende Innovation, lobt allerdings die Grafik, die seiner Meinung nach zu den besten des Genres zählte.

„Gelungenerweise beschränken sich die Missionsziele nicht nur auf sonst übliche Materialschlachten, sondern bieten gelegentlich nette Überraschungen.“

### Verkaufszahlen
Laut Michael Furtenbach von Red Bull verkaufte sich das Spiel knapp 1 Million Mal.

## Nachfolger und Ableger

### Die Völker 2
Im Jahr 2001 erschien mit Die Völker II: Aufstieg zum Königreich ein Nachfolger. International wurde das Spiel im Gegensatz zum ersten Teil (Alien Nations) größtenteils unter dem Titel The Nations vermarktet. Das Spiel wurde nicht von Neo Software, sondern von JoWooDs eigenem Studio in Wien entwickelt.

### Die Völker – Land der Legenden
2001 wurde für den Game Boy Color ein Spiel namens Die Völker – Land der Legenden veröffentlicht. Dieses wurde von Leisuresoft entwickelt und ist im Gegensatz zu seiner Vorlage einem Action-Adventure-Spiel ähnlich.